# ヤクルト

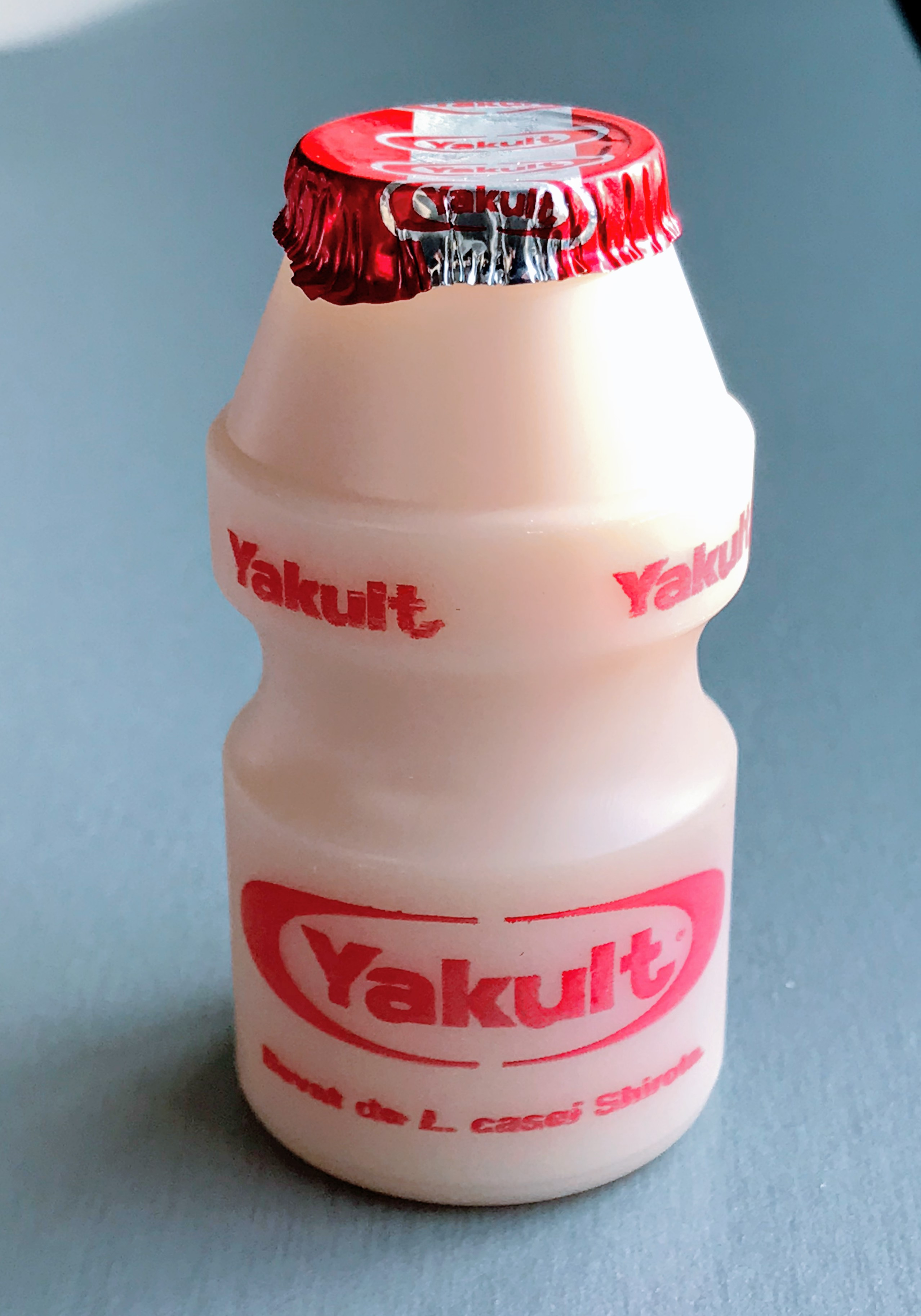
ヤクルト

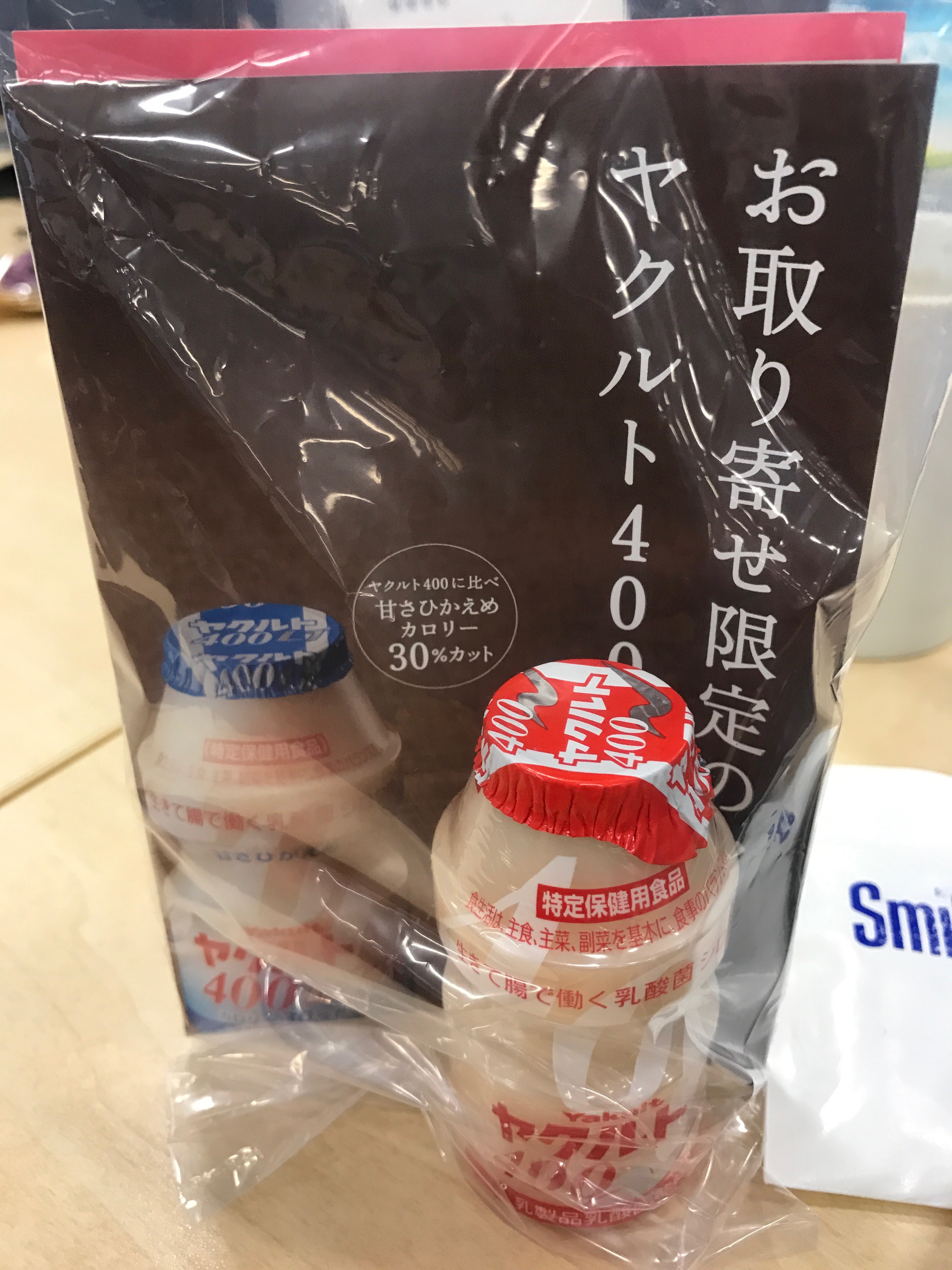
ヤクルト400

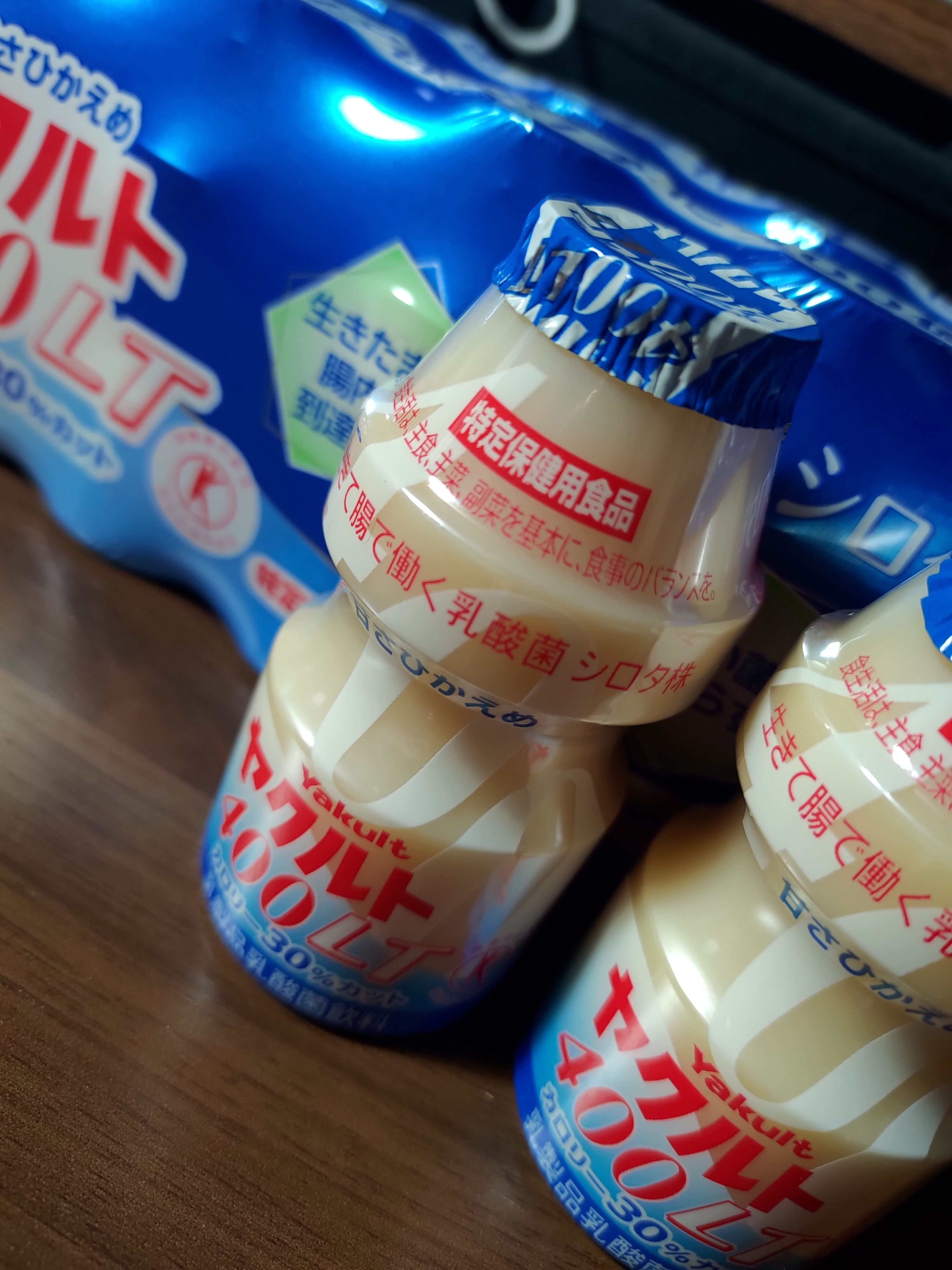
ヤクルト400LT

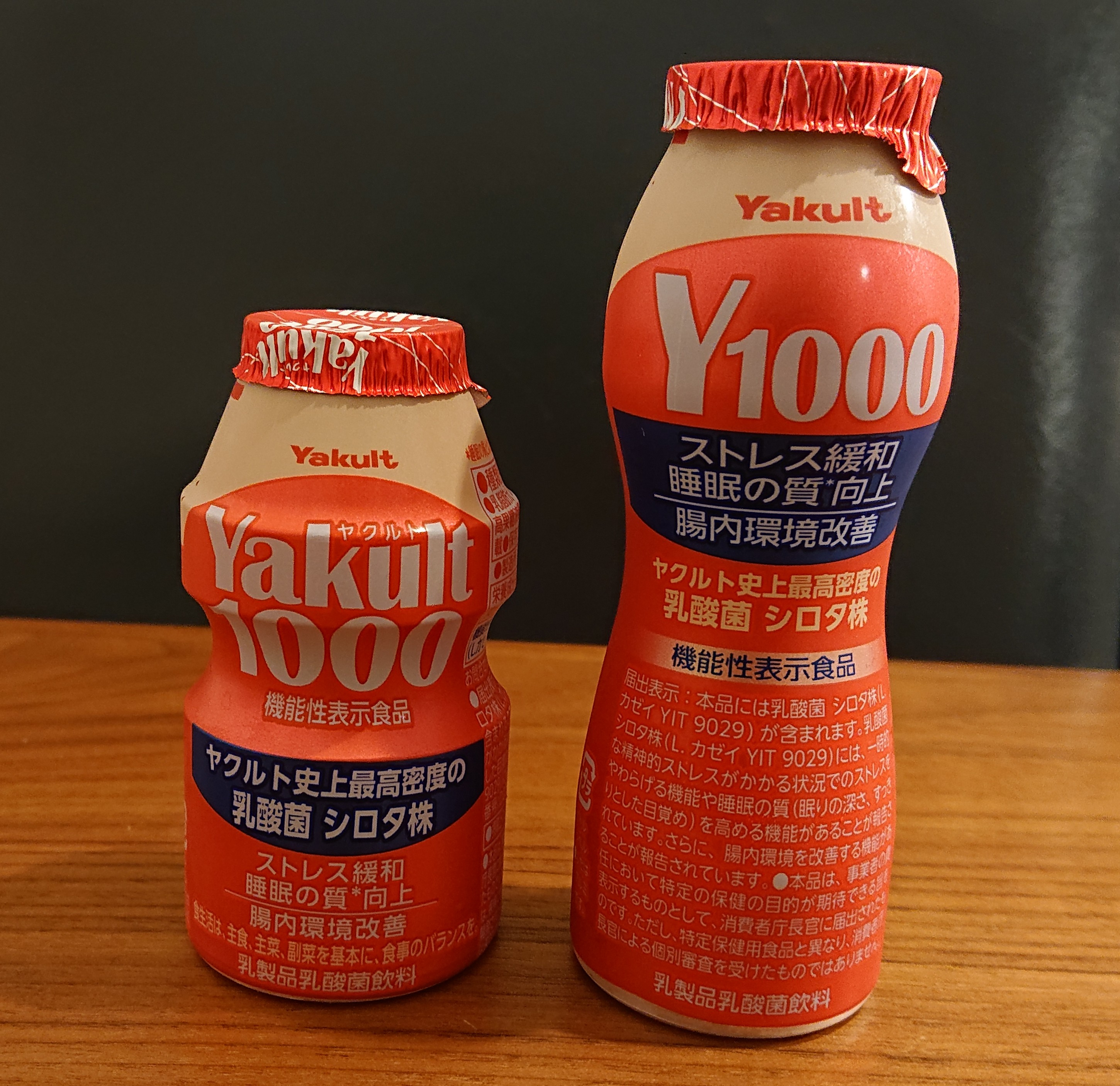
左：宅配用の「ヤクルト1000」、右：店頭販売用の「ヤクルトY1000」

ヤクルト（英: Yakult）は、株式会社ヤクルト本社が製造・販売する乳製品乳酸菌飲料のブランド。同社の登録商標（第604878号、第604879号）である。

## 概要
ヤクルトは、京都帝国大学医学部で微生物を研究していた医学博士代田稔が、1930年（昭和5年）に乳酸菌の一種であるラクトバチルス・カゼイ・シロタ株（L. カゼイ YIT 9029）の強化・培養に成功し、1935年（昭和10年）に福岡県福岡市で代田保護菌研究所のもとに飲料として製造・販売を開始したことに始まる。
「ヤクルト」（Yakult）という商品名は、エスペラントでヨーグルトを意味する「ヤフルト」（Jahurto）を元にした造語である。
日本国内でヤクルトの販売量が最多を記録したのは1972年（昭和47年）で1日平均で1,600万本を売り上げた。これは約7人に1人が毎日ヤクルトを飲んでいた計算になる。2006年（平成18年）4月時点では、オリジナルのヤクルトだけで1日約300万本、ファミリー商品を含めると約900万本が販売されている。2021年の乳製品の売上本数は世界で4,143万本/日、日本で978万本/日。

## 沿革
- 1930年（昭和5年） - 代田稔がラクトバチルス・カゼイ・シロタ株の強化、培養に成功。
- 1935年（昭和10年） -  代田保護菌研究所が福岡県福岡市中央区唐人町でヤクルトの製造・販売を開始[4][注釈 1]。
- 1938年（昭和13年） - ヤクルトの商標を登録。
- 1963年（昭和38年） - 婦人販売店システム（ヤクルトレディ）の導入を開始。
- 1968年（昭和43年）10月 - ヤクルトの容器がプラスチック製になる。内容量65ml、シロタ株150億個/本。
- 1981年（昭和56年） - ヤクルト80発売。内容量80ml、シロタ株100億個/本。ビタミンCとカルシウムを強化。宅配専用商品。
- 1991年（平成3年） - ヤクルト80Ace発売。ヤクルト80のリニューアル品。シロタ株300億個/本。
- 1998年（平成10年） - ヤクルトLT発売。砂糖不使用。内容量65ml、シロタ株150億個/本。
- 1998年（平成10年） - ヤクルトが特定保健用食品の表示の許可を受ける。
- 1999年1月11日 - ヤクルト400発売[6]。シロタ株400億個/本。
- 2001年4月 - ヤクルト80AceLT発売。
- 2005年2月15日 - ヤクルト300V発売。内容量80ml、シロタ株300億個/本。ガラクトオリゴ糖、ビタミンC、ビタミンEを配合[7]。
- 2006年9月19日 - ヤクルト300V LT発売。ヤクルト300V よりカロリーを35%低減した[8]。
- 2008年6月2日 - ヤクルトSHEs発売。カルシウム、鉄、コラーゲン等を配合。ピーチ味[9]。
- 2008年9月1日 - ヤクルト400LT発売[10]。
- 2009年6月1日 - ヤクルトカロリーハーフ発売。内容量65ml、シロタ株150億個/本。ヤクルトLTは販売終了[11]。
- 2009年9月29日 - ヤクルト300Vを商品名を変えずに内容をリニューアル。ガラクトオリゴ糖を3gに増やし、カロリーを35%低減した。カロリーは ヤクルト300V LT と同じになった[12]。
- 2010年11月16日 - ヤクルトの容器の形状が立体商標登録を受ける[13]。
- 2013年3月25日 - ヤクルトAce発売[14]。
- 2013年9月30日 - ヤクルトフルーティ発売[15]。2014年11月3日にリニューアルし、カシス味からマスカット味に変更になり、コラーゲンを追加[16]。
- 2013年11月4日 - Newヤクルト、Newヤクルトカロリーハーフ発売。シロタ株を150億個/本から200億個/本に増やした。ヤクルトとヤクルトカロリーハーフは販売終了[17]。
- 2014年6月2日 - ヤクルトゴールド発売。グルコサミン、ローヤルゼリー、カルシウム等を配合[18]。
- 2014年9月24日 - 食べるタイプのヤクルトカップ de ヤクルト発売[19]。
- 2019年10月1日 - Yakult（ヤクルト）1000を首都圏・北関東地区で先行販売開始[20]。ヤクルト史上最高密度、シロタ株1000億個/本。初の機能性表示食品（消費者庁届出番号：D279）。2021年4月5日より全国販売を開始[20]。需要が供給を上回ったため2022年6月6日より新規の宅配の申し込みを一時休止した[21]。高額ネット転売する人も現れた[22]。
- 2021年6月1日 - アイス de ヤクルトを東急ストアで限定販売[23]。
- 2021年8月30日 - ヤクルト400Wを全国販売。[24]
- 2021年10月5日 - Yakult1000 の店頭販売版の Y1000 の全国販売を開始[25]。供給不足により品切れが続いているため、2022年7月より生産能力を1日20万本から40万本に増やした（この数字はYakult1000を含まずY1000のみ）[26]。

## 容器

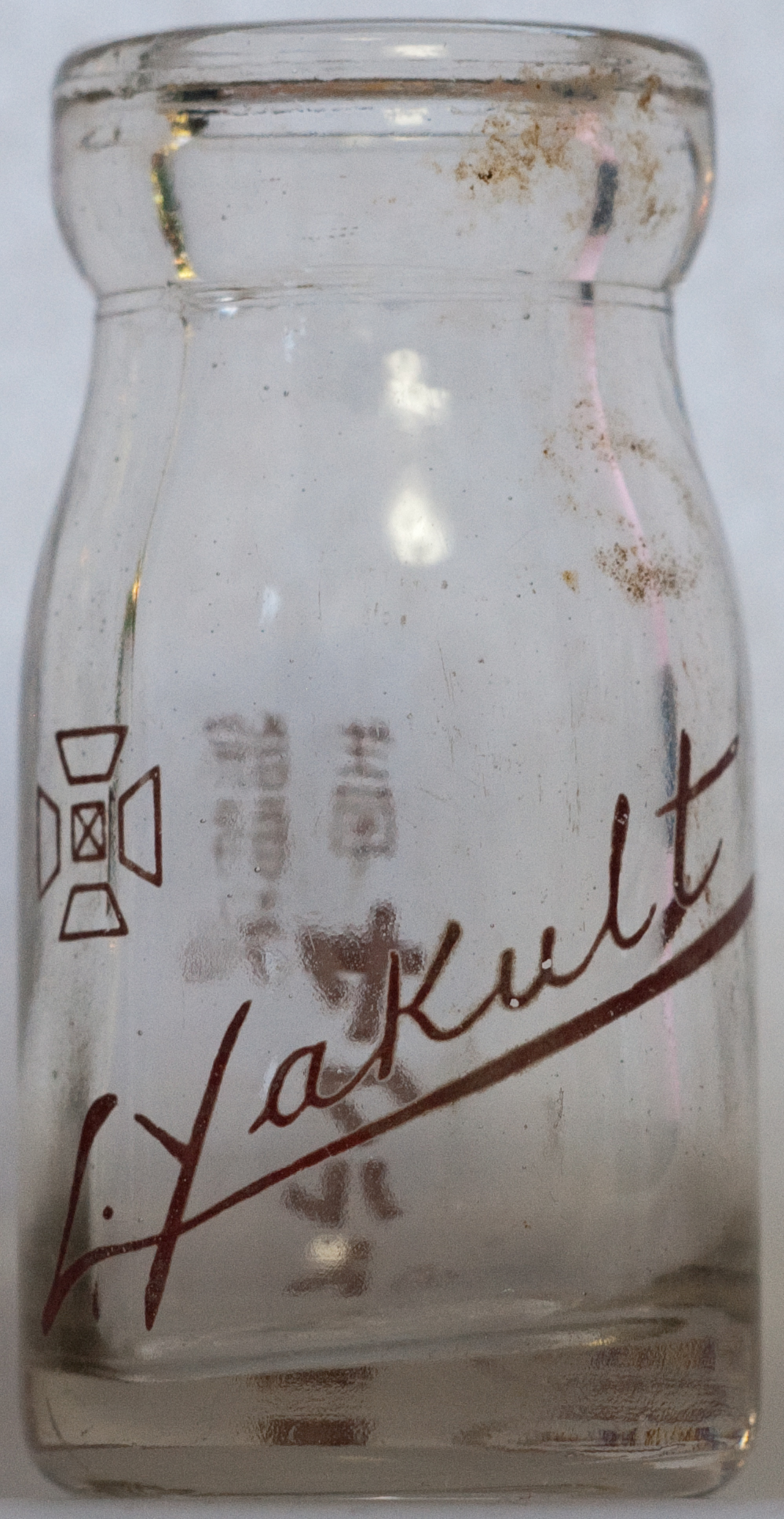
ヤクルトのガラス瓶容器

発売以来、ヤクルトの容器にはガラス瓶が使用されていた。第二次世界大戦後すぐには、販売店ごとに独自の瓶を使用し、容量も数種類あったこともあった。ガラス瓶容器は牛乳瓶を小さくしたような形状で、瓶口は紙栓で閉じられ、牛乳瓶と同様に専用の紙蓋取りが配られていた。しかし、ガラス瓶には回収に手間がかかるという問題があった。また、1963年に婦人販売店制度が始まったが、重量のあるガラス瓶は女性にとっては大きな負担となった。
そこで、1968年10月にはプラスチック製の容器が採用された。この容器のデザインはインテリアデザイナーとして著名な剣持勇が担当。容器の中央に設けられたくびれには容器を持ちやすくする働きがあり、容器を落とさずしっかりつかむことができた。また、容器の中の液体がいったんくびれで止まって一気に流れ出さない上に、容器全体が安定して製造ライン上で倒れにくいという利点もあった。容器は、酸にもアルカリにも強く、安全性が高く衛生的なポリスチレンが採用された。また、外部からの空気の混入による品質劣化を防ぐために、キャップは高純度アルミ箔製とされ、容器に密着するようシール加工が施された。65mlという容量は、老人や子供が一度に飲み切ることができることを考慮して決められた。
この容器は2008年度グッドデザイン・ロングライフデザイン賞を受賞している。
また、この容器の形状は立体商標として登録されている。ヤクルトは、1997年に容器の立体商標を出願したが、特許庁は登録できないとの判断を示し、最高裁まで争ったものの認められなかった。その後、2008年5月に知財高裁がコカ・コーラの瓶の立体商標を認める判決を出したことから、ヤクルトも同年9月に改めて立体商標を出願。特許庁は登録を認めなかったが、2010年11月16日に知財高裁で特許庁の判断が取り消され、立体商標が登録されることとなった。

## 販売

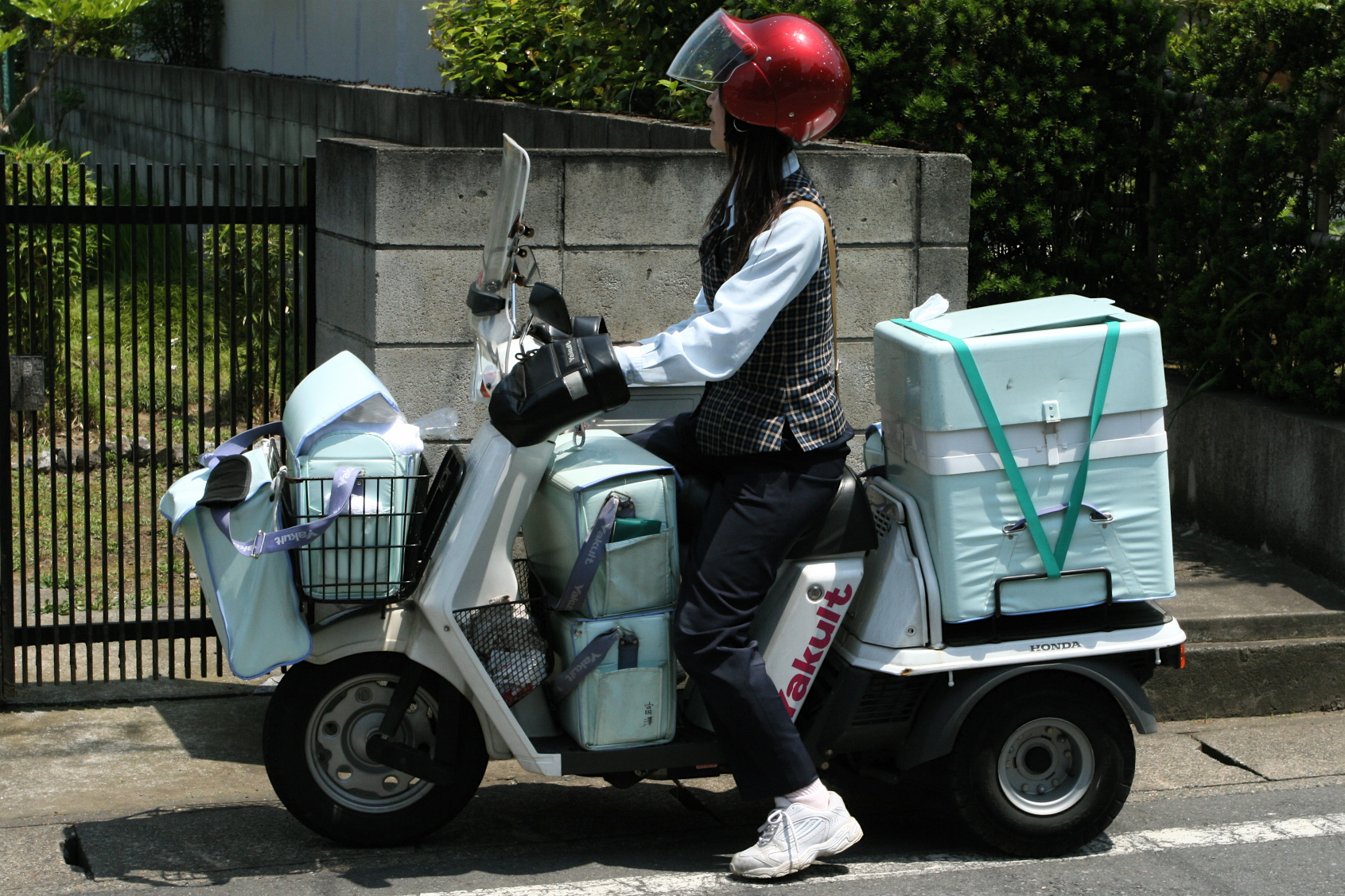
ヤクルトレディ

ヤクルトは発売当初から宅配で販売されてきた。これはヤクルトの長所を顧客に説明し普及する必要があったためである。発売当初は牛乳販売店を中心に販売されていたが、1940年（昭和15年）からヤクルトを専門に販売する代田保護菌普及会が日本各地に設立され、多いときで500社を数えたという。
1955年（昭和30年）にヤクルト本社が設立され、全国の販売会社を統括するようになった。また、1963年（昭和35年）には婦人販売店（現在のヤクルトレディ）のシステムが導入された。ヤクルトの中には宅配専用で、一般の小売店では販売されていない製品もある。

## 製品
ヤクルトは1970年代までオリジナルの1種類のみが販売されていた。なお、1960年（昭和35年）頃には、菌を強化・短縮培養するために、クロレラが利用されていた時期もあった。しかし、このクロレラを培養する際に使用していたマンガンが、ヤクルトの成分中にも過度に含まれているというデマが流れたため早々に姿を消している。1980年代に入ると、1981年（昭和56年）のヤクルト80の発売を皮切りに、ファミリー商品が展開され、甘さを抑えたり、シロタ株の数を増やした製品が発売されるようになった。
2022年6月時点では、以下の製品が発売されている。容器は全てアルミキャップ付ポリスチレン容器。宅配限定商品は一般のスーパーなどでは販売されていないが、ヤクルトの宅配センターや自動販売機では販売されている。
| 名称                      | 保健機能食品   | シロタ株 （L.カゼイ YIT 9029） | その他の成分                                      | 内容量 | 販売手法 | 特徴 |
| ------------------------- | -------------- | ------------------------------ | ------------------------------------------------- | ------ | -------- | --- |
| Newヤクルト               | 特定保健用食品 | 200億個                        | N/A                                               | 65ml   | 店頭     | [ 34 ] |
| Newヤクルトカロリーハーフ | N/A            | 200億個                        | ビタミンC                                         | 65ml   | 店頭     | Newヤクルトに比べてカロリー・糖質が50%低い。 |
| ヤクルトファイブ          | N/A            | 300億個                        | カルシウム ビタミンC ビタミンD ビタミンE 食物繊維 | 80ml   | 店頭     | [ 36 ] |
| ヤクルト400               | 特定保健用食品 | 400億個                        | N/A                                               | 80ml   | 宅配     | [ 37 ] |
| ヤクルト400LT             | 特定保健用食品 | 400億個                        | N/A                                               | 80ml   | 宅配     | ヤクルト400に比べてカロリーが30%低い。 |
| ヤクルト400W              | 機能性表示食品 | 400億個                        | ガラクトオリゴ糖 5g                               | 80ml   | 宅配     | 腸内環境を改善してお通じを改善する。 |
| Yakult（ヤクルト）1000    | 機能性表示食品 | 1000億個                       | N/A                                               | 100ml  | 宅配     | ストレス緩和・睡眠の質向上 宅配専用として、当初は東日本限定販売だったが2021年4月より全国販売を開始、その後2021年10月より店頭販売用のY1000の販売を開始している。 |
| Y1000                     | 機能性表示食品 | 1100億個                       | N/A                                               | 110ml  | 店頭     | ストレス緩和・睡眠の質向上 宅配専用として、当初は東日本限定販売だったが2021年4月より全国販売を開始、その後2021年10月より店頭販売用のY1000の販売を開始している。 |

下記はかつて販売されていた商品。
| 名称                           | 保健機能食品   | シロタ株 （L.カゼイ YIT 9029） | その他の成分                                                  | 内容量 | 容器                             | 特徴                                                                                     |
| ------------------------------ | -------------- | ------------------------------ | ------------------------------------------------------------- | ------ | -------------------------------- | ---------------------------------------------------------------------------------------- |
| ヤクルト80                     | N/A            | 100億個                        | ビタミンC カルシウム                                          | 80ml   | アルミキャップ付ポリスチレン容器 | 1981年発売。                                                                             |
| ヤクルト                       | 特定保健用食品 | 150億個                        | N/A                                                           | 65ml   | アルミキャップ付ポリスチレン容器 | 1968年～2013年に発売されていた。                                                         |
| ヤクルトLT                     | N/A            | 150億個                        | N/A                                                           | 65ml   | アルミキャップ付ポリスチレン容器 | ヤクルトのカロリーを半分にした。1998年～2009年に発売されていた。                         |
| ヤクルトカロリーハーフ         | N/A            | 150億個                        | ビタミンC                                                     | 65ml   | アルミキャップ付ポリスチレン容器 | ヤクルトのカロリーを半分にし、ヤクルトLTより風味を向上。2009年～2013年に発売されていた。 |
| ヤクルトゴールド               | N/A            | 200億個                        | グルコサミン ローヤルゼリー カルシウム ビタミンC ビタミンD    | 65ml   | アルミキャップ付ポリスチレン容器 | [ 43 ]                                                                                   |
| ヤクルト80Ace                  | 特定保健用食品 | 300億個                        | 鉄 ビタミンC ビタミンD ガラクトオリゴ糖                       | 80ml   | アルミキャップ付ポリスチレン容器 | 1991年発売。                                                                             |
| ヤクルト80AceLT                | 特定保健用食品 | 300億個                        | 鉄 ビタミンC ビタミンD ガラクトオリゴ糖                       | 80ml   | アルミキャップ付ポリスチレン容器 | ヤクルト80Aceよりカロリーを半分にした物。                                                |
| ヤクルト300V                   | 栄養機能食品   | 300億個                        | ガラクトオリゴ糖 ビタミンC ビタミンE                          | 80ml   | アルミキャップ付ポリスチレン容器 | [ 12 ]                                                                                   |
| ヤクルト300V LT                | 栄養機能食品   | 300億個                        | ガラクトオリゴ糖 ビタミンC ビタミンE                          | 80ml   | アルミキャップ付ポリスチレン容器 | [ 8 ]                                                                                    |
| ヤクルトSHEs                   | 栄養機能食品   | 300億個                        | 鉄 コラーゲン カルシウム ビタミンC ビタミンD ガラクトオリゴ糖 | 80ml   | アルミキャップ付ポリスチレン容器 | [ 44 ]                                                                                   |
| ヤクルトフルーティー           | N/A            | 300億個                        | カルシウム ビタミンC                                          | 80ml   | アルミキャップ付ポリスチレン容器 |                                                                                          |
| ヤクルトAce                    | 特定保健用食品 | 300億個                        | ビタミンC ビタミンD ガラクトオリゴ糖                          | 80ml   | アルミキャップ付ポリスチレン容器 | [ 45 ]                                                                                   |
| 毎日飲むヤクルト               | N/A            | 300億個                        | N/A                                                           | 100ml  | 紙製容器＋ポリエチレン製フタ     | セブン&アイグループの店舗で販売。                                                        |
| シンバイオティクス ヤクルト Ｗ | N/A            | 300億個                        | ガラクトオリゴ糖2.5g                                          | 100ml  | 紙製容器＋ポリエチレン製フタ     | [ 47 ]                                                                                   |